# Friedrich Wiese (General)
Friedrich Wiese (* 5. Dezember 1892 in Nordhastedt; † 13. Februar 1975 in Gießen) war ein deutscher Offizier, zuletzt General der Infanterie im Zweiten Weltkrieg.

## Leben
Friedrich Wiese trat am 4. August 1914 als Kriegsfreiwilliger in das Infanterie-Regiment 84 ein und diente als Offizier im Ersten Weltkrieg. Mit dem Infanterie-Regiment 84 kämpfte er in Frankreich. Zum 6. November 1915 wurde er im Infanterie-Regiment 147 zum Leutnant der Reserve befördert. Dieses Regiment war in Russland eingesetzt.
Nach dem Krieg wechselte er zum 1. September 1919 in den Polizeidienst nach Hamburg. 1933 war er in den Aufbau des Konzentrationslagers Wittmoor involviert und musste die Unterbringung der Schutzhaft-Häftlinge übernehmen.
Zum 1. August 1935 wurde er als Major in die Wehrmacht übernommen. Im Oktober 1936 übernahm er die Führung des I. Bataillons des neu aufgestellten Infanterie-Regiments 116 in Gießen. Das Regiment unterstand der 9. Infanterie-Division, welche am Westfeldzug teilnahm. Mitte 1938 wurde Wiese zum Oberstleutnant befördert und blieb über den Beginn des Zweiten Weltkriegs hinaus Bataillonskommandeur beim Infanterie-Regiment 116. Im Dezember 1940 übernahm er das Infanterie-Regiment 39 der 26. Infanterie-Division. U. a. in der Schlacht von Rschew befehligte er das Infanterie-Regiment 39, wurde Mitte 1941 in dieser Position zum Oberst befördert und erhielt das Ritterkreuz. Bis zu diesem Zeitpunkt hatte er vor Leningrad, Orel, Brjansk, Gomel und Bobruisk gekämpft. Später wurde er Kommandeur der 26. Infanterie-Division (15. April 1942 bis 5. August 1943). Die Division kämpfte an der Ostfront und war dort u. a. am Unternehmen Zitadelle beteiligt. Erst wurde Wiese im September 1942 zum Generalmajor und im Januar 1943 zum Generalleutnant befördert. Anschließend leitete Friedrich Wiese als Kommandierender General das XXXV. Armeekorps. Im November 1943 folgte seine Beförderung zum General der Infanterie.
Ende Juni 1944 übernahm er den Oberbefehl über die in Südfrankreich stehende 19. Armee und erhielt dafür die Order persönlich von Hitler im Führerhauptquartier. Wiese sollte nicht zurückweichen und bis zur letzten Patrone kämpfen. Nach der alliierten Landung (Operation Dragoon) bei Toulon (August 1944) mussten sich seine Truppen durch das Rhonetal nach Norden zurückziehen. Zwischen September und November 1944 konnte sich seine Armee im östlichen Burgund und in den Vogesen halten, wurde dann aber während den Kämpfen um Elsass und Lothringen durch die 7. US-Armee zum Oberrhein zurückgedrängt. General Wiese wurde darauf Mitte Dezember 1944 abgelöst, übergab die Führung an Siegfried Rasp und wurde in Führerreserve versetzt.
Am 19. März 1945 wurde ihm für einen Monat das Kommando über das VIII. Armeekorps bei der 17. Armee in Schlesien übertragen. Am 6. April übernahm er noch das Kommando über das XI. Armeekorps, mit welchem er zu Kriegsende im Raum Olmütz vor den Sowjettruppen kapitulieren musste.
Nach dem Krieg kam er später in französische Kriegsgefangenschaft und wurde von einem französischen Gericht wegen Kriegsverbrechen angeklagt, jedoch später von den Vorwürfen freigesprochen. Dies erfolgte in einem Verfahren, wo es um ein Vorgehen der Verbrannten Erde in Frankreich Ende 1944 ging. Der verantwortliche deutsche General Hermann Balck wurde 1950 in Abwesenheit durch das Pariser Militärgericht zu 20 Jahren Zwangsarbeit verurteilt, musste seine Strafe jedoch nie antreten. Neben Balck waren auch der ehemalige Kommandierende General der IV. Luftwaffenfeldkorps, General Erich Petersen, der ehemalige Oberbefehlshaber der 19. Armee, General der Infanterie Wiese, und Otto Schiel als ehemalige Kommandeur der 198. Infanterie-Division angeklagt. Wiese wurde freigesprochen. Petersen und Schiel wurde vom französischen Gericht wegen Kriegsverbrechen schuldig gesprochen. Aufgrund einer französischen Verordnung von 1944 mussten aber beide die Strafe doch nicht antreten.
Nach dem Krieg wohnte er in Launsbach bei Gießen.

## Auszeichnungen (Auswahl)
- Eisernes Kreuz (1914) II. und I. Klasse
- Verwundetenabzeichen (1918) in Schwarz
- Spange zum Eisernen Kreuz II. und I. Klasse
- Deutsches Kreuz in Gold am 16. Februar 1942
- Ritterkreuz des Eisernen Kreuzes mit Eichenlaub[4]
  - Ritterkreuz am 14. April 1942
  - Eichenlaub am 24. Januar 1944 (372. Verleihung)